# TMK 2500
TMK 2500 – typ niskopodłogowego tramwaju wytwarzanego w chorwackich zakładach Končar w Zagrzebiu od 2024 r.

## Konstrukcja
TMK 2500 to jednokierunkowy, trójczłonowy, całkowicie niskopodłogowy, przegubowy wagon tramwajowy. Konstrukcyjnie wywodzi się od tramwaju TMK 2400, w porównaniu z którym zwiększono szerokość nadwozia oraz liczbę miejsc siedzących i stojących. Pierwszy i trzeci człon opierają się na wózkach napędowych, człon środkowy zamontowano jako zawieszany między nimi i połączony przegubami. Do wnętrza prowadzi czworo drzwi: po jednych w skrajnych członach i dwoje w środkowym.

## Dostawy
| Państwo        | Miasto         | Lata dostaw    | Liczba | Numery taborowe |       |
| -------------- | -------------- | -------------- | ------ | --------------- | ----- |
| Chorwacja      | Osijek         | 2025–          | 1 z 10 | 2501            | [ 2 ] |
| Łączna liczba: | Łączna liczba: | Łączna liczba: | 1      |                 |       |

## Eksploatacja
6 września 2023 r. Osijek podpisał  z Končarem umowę na dostawę 10 tramwajów. Jest to pierwszy od 43 lat fabrycznie nowy typ tramwaju w Osijeku. Dostawa pierwszego egzemplarza i oficjalna prezentacja na terenie zajezdni tramwajowej odbyła się 7 marca 2025 r.. Jazdy próbne rozpoczęto jeszcze w tym samym miesiącu, a tramwaj powinien rozpocząć kursowanie w ruchu pasażerskim przed początkiem lata.